# Aermacchi AM.3
L'Aermacchi AM.3 era un aereo militare biposto, monomotore, monoplano ad ala alta con capacità STOL, sviluppato negli anni sessanta da una joint-venture tra aziende aeronautiche italiane, Aermacchi e Aerfer, su progetto originale della statunitense Lockheed Corporation come variante militare del suo AL-60.
Realizzato per competere a una specifica emessa dall'Esercito Italiano, non riuscì a imporsi sul progetto concorrente, il SIAI-Marchetti SM-1019, che ottenne il contratto di fornitura, tuttavia riuscì comunque ad avere un buon successo commerciale, in quanto 40 velivoli furono venduti, dal maggio 1972 al dicembre 1974, alla SAAF (South African Air Force) della South African Defence Force, l'allora definizione delle forze armate sudafricane, nel settembre 1970, dove rimase in servizio con il nome di Bosbok fino al 1992 nel ruolo di ricognitore, corriere e aereo da trasporto merci.
Il primo Bosbok ad essere prodotto per la SAAF ha fatto il proprio debutto al Turin Aerospace Show nel 1972, con ancora la registrazione civile italiana (I- TAM). La variante gestito dal SAAF era la versione AM.3CM che aveva previsto quattro punti di attacco NATO M-4A. Durante il suo servizio con la SAAF il Bosbok era inserito negli Squadroni 41° e 42°.

## Utilizzatori

### Militari
Ruanda
- Force Aérienne Rwandaise

operò con tre esemplari.
 Sudafrica
- Suid-Afrikaanse Lugmag (SAAF)

### Civili
Stati Uniti
- National Test Pilot School

### Annotazioni
1. ↑  Nome in lingua afrikaans del "tragelafo striato", un'antilope.

### Fonti
1. ↑  Berger 2008, p. 405.
2. 1 2   AM.3C Bosbok, su saairforce.co.za.
3. ↑   Winston A. Brent, African Military Aviation, Freeworld Publications, 1994,  p. 210.
4. ↑   The History of the SAAF, su af.mil.za (archiviato dall'url originale il 5 luglio 2020).
5. ↑   Turin Aerospace Show 1972, su flightglobal.com.